# Liste der Bodendenkmäler in Gronau (Westf.)
Die Liste der Bodendenkmäler in Gronau (Westf.) enthält die denkmalgeschützten unterirdischen baulichen Anlagen, Reste oberirdischer baulicher Anlagen, Zeugnisse tierischen und pflanzlichen Lebens und paläontologischen Reste auf dem Gebiet der Stadt Gronau (Westf.) im Kreis Borken in Nordrhein-Westfalen (Stand: 5. Juni 2019). Diese Bodendenkmäler sind in Teil B der Denkmalliste der Stadt Gronau (Westf.) eingetragen; Grundlage für die Aufnahme ist das Denkmalschutzgesetz Nordrhein-Westfalen (DSchG NRW).
| Bild | Bezeichnung                    | Lage                                                               | Beschreibung | Bauzeit       | Eingetragen seit | Denkmal- nummer |
| ---- | ------------------------------ | ------------------------------------------------------------------ | ------------ | ------------- | ---------------- | --------------- |
|      | Schieferkuhle mit Haldenfläche | Gronau Schieferkuhle Kurfürstenstraße/Herzogstraße/Marschallstraße |              | um 1910       | 16.05.1990       | 1               |
|      | Frühmittelalterliche Siedlung  | Gronau Amelandsbrückenweg                                          |              | ab ca. 9. Jh. | 11.04.2005       | 2               |
| BW   | ehemalige Synagoge Epe – Mikwe | Epe Wilhelmstraße 5 Karte                                          |              |               | 28.09.2018       | 101             |